# Occimiano
Occimiano és un municipi situat al territori de la província d'Alessandria, a la regió del Piemont (Itàlia).
Limita amb els municipis de Borgo San Martino, Casale Monferrato, Conzano, Giarole, Lu, Mirabello Monferrato i Pomaro Monferrato.